# 一緒に暮らすための約束をいくつか
『一緒に暮らすための約束をいくつか』（いっしょにくらすためのやくそくをいくつか some promises for saving her.）は、陸乃家鴨による日本の漫画作品。『週刊漫画TIMES』（芳文社）にて2010年11月26日号（2010年11月12日発売）から2012年2月17日号（2012年2月3日発売）まで不定期連載された。

## あらすじ
「紗那 俺のとこに来るか？」
親友を失った藤木悟郎と両親を亡くした三浦紗那。紗那の父親の通夜の日に再会した2人は、家族となった。
それから約2年半。紗那14歳、ゴロー35歳。これは、年齢差21歳の男女の2人暮らしの日常と非日常が描かれるお話。

## 登場人物
藤木 悟郎（ふじき ごろう） / ゴロー
35歳。自他ともに認める「ダメな大人」。親友の忘れ形見である三浦紗那を引き取って同居することになる。。
職業はフリーランスの映像クリエイター。テレビ局や広告代理店の下請けとして撮影や映像の編集など何でもやる仕事だが、収入は不安定で、保障も無い生活。紗那を引き取って育てることになったと言っても、実際は紗那の住むマンションに転がり込む形となっている。
紗那と同居するにあたって、「朝食は毎朝必ず一緒にとる」「毎月末日までに家賃を10万円納める」といった幾つかの約束を交わしている。
三浦 紗那（みうら さな）
14歳の中学2年生。小学生の時に両親を亡くし、悟郎に引き取られて同居することになる。悟郎は基本的にだらしなく、仕事の都合で生活は不規則なため、家事全般は紗那の担当。学校では保健委員をしている。
幼い頃から両親の親友である悟郎に懐いており、「悟郎に恋人ができなかったら結婚する」という約束をし、引き取られることになった際に学校でその話をしたため、悟郎にロリコン疑惑がかかってしまう。その後、ことあるごとに当時の話題を持ち出されては友人にいじられている。
原 由加利（はら ゆかり）
34歳。悟郎の大学時代の後輩。仕事のできる女性で、悟郎が請け負っている仕事の多くは彼女が世話している。
悟郎が紗那を引き取る際に生じたロリコン疑惑を晴らすために恋人のふりをしたことをきっかけに、そのままなし崩しに「形だけの」恋人になり、肉体関係を持つに至る。悟郎はあくまで必要があってそういう関係になったと思っているが、悟郎に抱いている好意は本物で、結婚したいとも思っている。
大手広告代理店の正社員だったが、独立して小さな会社を興す。
三浦 久志（みうら ひさし）
悟郎の高校時代からの親友で紗那の父親。故人。妻の死後、紗那に対しネグレクトによる児童虐待をするようになり、1年もしないうちに交通事故で死亡する。
三浦 美香（みうら みか）
悟郎の高校時代からの親友で紗那の母親。故人。旧姓・荻野。
三浦 邦子（みうら くにこ）
久志の母親。静岡県在住。悟郎の人柄は信用しており、悟郎が紗那を引き取ることには賛成している。
宮古川 瑞穂（みやこがわ みずほ）
紗那の小学校時代からの友人。同年代の少女たちより、胸が大きい。
品川 ゆい子（しながわ ゆいこ）
紗那が中学校に入ってからできた友人。スタイルがあまり良くないことを気にしている。
安東（あんどう）
紗那のクラスメイト。紗那と同じ保健委員を務める。紗那のことが好き。
南（みなみ）
原が立ち上げた会社で働くバイトの青年。社内では下っ端の立場。原に憧れている。悟郎や原と同じ大学の出身。当初は恋敵としてライバル視していたが、後に意気投合する。
藤木 祐悟（ふじき ゆうご）
悟郎の父。元は中堅ゼネコンの技術職をしており、仕事の都合で何度も転勤を繰り返していた。

## 単行本
- 陸乃家鴨 『一緒に暮らすための約束をいくつか』 芳文社〈芳文社コミックス〉、全2巻
  1. 2011年10月14日発売 ISBN 978-4-8322-3270-9
  2. 2012年4月16日発売 ISBN 978-4-8322-3292-1